# 덕림병사
덕림병사(德林丙舍)는 대한민국 충청남도 부여군 장암면 점상리에 있는 고려시대의 조신 선생을 제사 지내는 곳이다. 1988년 8월 30일 충청남도의 문화재자료 제305호로 지정되었다.

## 개요
고려의 조신 선생을 제사 지내는 곳으로 고려 후기에 지은 것으로 전하고 있다. 원래는 덕림사가 있던 터였고, 사당 왼쪽에 있는 선생의 묘소는 조선 태종(재위 1400∼1418)이 무학선사에게 부탁해 잡은 터라고 전한다.

## 같이 보기
- 조신
- 조신의 묘

## 참고 문헌
- 덕림병사 - 국가유산청 국가유산포털